# Rudolf Claus
Pour les articles homonymes, voir Claus.
Rudolf Claus (né le 29 septembre 1893 à Gliesmarode près de Brunswick, mort le 17 décembre 1935 à la prison de Plötzensee à Berlin) est un résistant allemand au nazisme.

## Biographie
Rudolf Claus vient d'un foyer social-démocrate. En 1909, il s'inscrit dans le mouvement de la jeunesse ouvrière socialiste. Il apprend le métier de métallurgiste. En 1914, il se porte volontaire pour le service militaire au moment de la Première Guerre mondiale, puis en devient un adversaire. Il s'implique dans la révolution de novembre à Brunswick et une insurrection spartakiste tente d'établir une république des conseils. En 1920, il devient membre du KPD, peu après, il se rend au KAPD. En avril 1921, il est reconnu coupable à Naumbourg par un tribunal spécial et condamné à la réclusion à perpétuité pour sa participation à l'action de Mars. À la suite du mouvement de protestation contre ce verdict, il est de nouveau libéré en 1922. Pour des raisons politiques, il est à nouveau condamné en 1924, cette fois à 8 ans de prison. En 1928, il est à nouveau amnistié. Il travaille en tant que responsable de la Rote Hilfe Deutschlands à Berlin, Halle et Hanovre.
Lors de l'installation du nazisme, il est de nouveau arrêté en février 1933 et battu à plusieurs reprises pendant des semaines et torturé d'une autre manière. Quand il est libéré en octobre 1933, il rejoint immédiatement le mouvement de résistance antifasciste et est membre de bureau national de la RHD. En juin 1934, il est arrêté par la Gestapo et condamné dans une mise en scène de procès du Volksgerichtshof le 25 juillet 1935. Dans le même procès, Eva Lippold est condamnée à neuf ans de prison et Arthur Weisbrodt à sept ans de prison. Une protestation internationale, le cercle Lutetia, se forme contre ce verdict. Claus est exécuté dans la prison de Plötzensee.